# Шепіївка
Шепії́вка — село в Україні, у Іванівській сільській громаді Хмільницького району Вінницької області. Населення становить 548 осіб.

## Історія
27 березня 1589 р. Сигізмунд III дозволяє видати з королівської канцелярії лист короля Стефана Баторія, писаний в Городні 1585 р., про згоду смоленського воєводи Філона Кмита повернути своїй сестрі Магдалені Дубицькій після закінчення опіки спадковий маєток Овдіївку, що він назвав Шепіївкою, в Брацлавському воєводстві і ґрунти в маєтку Кам'яногірка.
|  | Князь Юрій Друцький-Гірський та його дружина, Богдана Філонівна Кмітянка-Чорнобильська, у 1603 році за 100000 фл. продали Острозькому Пиків, Глинсько, Жуків, Шепіївку, Кривошиїнці тощо |

## Постаті
- Фарісей Анатолій Олександрович (1974—2017) — молодший сержант Збройних сил України, учасник російсько-української війни.[3]